# Star 48

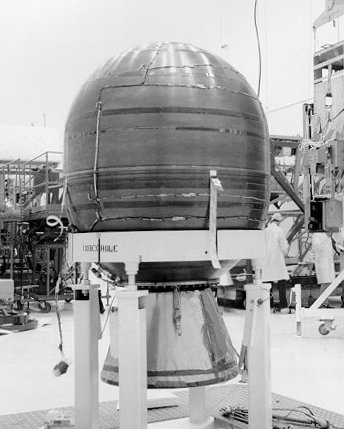
Etage Star 48B.

Le Star 48 est un moteur-fusée à propergol solide américain, utilisé comme étage supérieur de lanceur ou comme moteur d'apogée de satellite.
La première version, développée par le constructeur Thiokol au début des années 1980, fournissait une poussée moyenne de 67,2 kN sur une durée de 88 secondes, et sa masse était de 2 114 kg, dont 114 kg pour la structure. Son utilisation la plus fréquente était comme dernier étage de la fusée Delta II et pour propulser sur leur orbite géostationnaire les satellites embarqués dans la soute de la navette spatiale américaine. Plusieurs versions dérivées ont été développées par la suite, et certaines d'entre elles étaient toujours commercialisées en 2015 par la société ATK, qui a absorbé Thiokol. 

## Versions
Plusieurs versions du moteur Star 48 ont été développées :
- Star 48 : version initiale, qui n'est plus produite ;
- Star 48A : version allongée de 20 cm ;
- Star 48B : version ayant remplacé la version de base à partir de 1985 ;
- Star 48BV : version avec une tuyère orientable de 4°.

Une version Star 48GXV, d'une puissance accrue de 50 % par rapport à la 48B, a été développée et testée début 2014 pour répondre aux besoins de la NASA concernant le lancement de la sonde spatiale solaire Solar Probe Plus, mais a été abandonnée pour réduire les risques et remplacée par une version existante Star 48B associé à un lanceur plus puissant que celui envisagé initialement : la Delta IV Heavy a remplacé l'Atlas V 551.
Toutes les versions en production ou passées du Star 48 comprennent une enveloppe en titane et une tuyère submergée en carbone phénolique, avec un col en carbone-carbone. Le diamètre est d'nenviron 1,24 m, soit 48 pouces. Toutes les versions, sauf la BV, sont déclinées en deux types : tuyère courte et tuyère longue (plus performante mais plus encombrante). Toutes les versions sont « spinnées » (mises en autorotation), sauf la BV.
| Caractéristique           | Star 48                    | Star 48A                      | Star 48B                    | Star 48BV                       |
| ------------------------- | -------------------------- | ----------------------------- | --------------------------- | ------------------------------- |
| Poussée                   | 67,2 kN (C)                | 77,1 kN (C)                   | 66 kN (C)                   | 66 kN                           |
| Durée (secondes)          | 88                         | 87                            | 85                          | 85                              |
| Impulsion spécifique (s.) | 286,6 (C) 292,9 (L)        | 283,4 (C) 289,9 (L)           | 286 (C) 292,1 (L)           | 292,1                           |
| Impulsion totale (kg.s)   |                            |                               |                             |                                 |
| Masse propergol           | 1 998 kg                   | 2 430 kg                      | 2 010 kg                    | 2 010 kg                        |
| Masse totale              | 2 114 kg (C) 2 116 kg (L)  | 2 874 kg (C) 2 582 kg (L)     | 2135 kg (C) 2 141 kg (L)    | 2 165 kg                        |
| Longueur (mètres)         | 1,83 (C) 2,03 (L)          | 2,03 (C) 2,24 (L)             | 1,83 (C) 2,03 (L)           | 2,08                            |
| Aure caractéristique      | Spinnée                    | Spinnée                       | Spinnée                     | Non spinnée : tuyère orientable |
| Date entrée en production |                            |                               |                             | 1994                            |
| Statut en 2012            | Production arrêtée 29 vols | Production en cours aucun vol | Production en cours 97 vols | Production en cours 1 vol       |

## Utilisations
- Étage supérieur du lanceur Delta II ;
- Étage supérieur du lanceur Minotaur IV+ ;
- Étage supérieur du lanceur Antares (option) ;
- Utilisé sous l'appellation PAM-D pour placer les satellites embarqués par la navette spatiale américaine sur leur orbite géostationnaire ;
- Étage supérieur utilisé sur d'autres lanceurs pour communiquer une vitesse suffisante à des sondes interplanétaires ; New Horizons, Solar Probe Plus.